# Сукретный, Михаил Иванович
Михаил Иванович Сукретный — советский хозяйственный и государственный деятель, Герой Социалистического Труда.

## Биография
Родился в 1931 году на территории современной Черниговской области. Член КПСС.
В 1952—1991 — токарь завода «Большевик»/Киевского производственного объединения полимерного машиностроения «Большевик» Министерства химического и нефтяного машиностроения СССР.
Указом Президиума Верховного Совета СССР от 11 марта 1981 года присвоено звание Героя Социалистического Труда с вручением ордена Ленина и золотой медали «Серп и Молот».
Делегат XXVI съезда КПСС.
Жил в Киеве.

## Награды и звания
- Герой Социалистического Труда (11.03.1981)
- Орден Ленина (04.03.1974, 11.03.1981)
- Орден Октябрьской Революции (20.04.1971)